# Limenitis abyla
Limenitis abyla är en fjärilsart som beskrevs av William Chapman Hewitson 1850. Limenitis abyla ingår i släktet Limenitis och familjen praktfjärilar. Inga underarter finns listade i Catalogue of Life.